# Hochflächen im südlichen Maindreieck
Die Hochflächen im südlichen Maindreieck sind eine kleinteilige naturräumliche Einheit (5. Ordnung) mit der Ordnungsnummer 134.11 auf dem Gebiet der Gemeinden Biebelried, Buchbrunn, Dettelbach, Estenfeld, Gerbrunn, Kitzingen, Kürnach, Mainstockheim, Ochsenfurt, Randersacker, Rottendorf, Sulzfeld am Main und Theilheim in den Landkreisen Kitzingen und Würzburg.

## Lage
Die Hochflächen im südlichen Maindreieck (134.11) bilden eine Untereinheit innerhalb der Haupteinheit Innere Gäuhochflächen im Maindreieck (134.1). Sie sind Teil der Gäuflächen im Maindreieck (134) und damit ein Naturraum in der Haupteinheitengruppe der Mainfränkischen Platten. Nördlich schließt sich die Gäufläche im nördlichen Maindreieck (134.10) an. Im Osten ist ein Teil des Mittleren Maintals (133), das Kitzinger Maintal (133.05), zu finden. Der Süden wird ebenfalls vom Main eingenommen, hier schließt das Würzburg-Ochsenfurter Maintal (133.04) an. Im Westen wird der Naturraum vom Würzburger Talkessel (133.03) begrenzt. Lediglich im Südwesten bildet nicht der Main, sondern das ausgedehnte Flugsandgebiet um Lindelbach (134.2) die Grenze. Die Würzburger nördlichen Mainseitentäler (135.0) als Teil der Wern-Lauer-Platten (135) sind dagegen im Nordwesten zu finden.
Die Hochflächen nehmen eine außergewöhnlich große Fläche ein, die sie von den sonst eher kleinräumigen Natureinheiten entlang des Maindreiecks unterscheidet. Den nördlichen Abschluss bildet das Gebiet der Gemeinde Kürnach im Landkreis Würzburg. Der Naturraum durchschneidet das Gemeindegebiet von Dettelbach und zieht sich durch die Euerfelder und Bibergauer Gemarkungen. Den südlichsten Punkt bilden die Gemarkungen von Segnitz und Kleinochsenfurt. Erlach liegt ebenso in den Hochflächen, während die Orte Sommerhausen und Eibelstadt bereits nicht mehr Teil des Naturraums sind. Im Westen beginnen um Gerbrunn und Randersacker bereits die dicht bebauten Gebiete um Würzburg. Die Nähe zu Würzburg wird auch durch die vielen Verkehrstrassen deutlich, die das Areal durchqueren. Es sind dies die Bahnstrecken Fürth–Würzburg und Bamberg–Rottendorf sowie die Bundesautobahnen 3 und 7.

## Landschaftscharakteristik
Der Naturraum präsentiert sich als etwa 300 m hohe Gäuhochfläche mit steilem Abfall zum Maintal. Die Hochflächen steigen bis kurz vor dem Erreichen des Maintals sanft an, sodass diese steile Böschung erreicht wird. Die kleineren Mainzuflüsse, die das Areal durchschneiden haben ein vergleichsweise ebenso steiles Ufer hervorgebracht (sogenannte Klingen), die in jüngerer Zeit durch anthropogene Eingriffe noch vertieft wurden. Die Bäche führen hier in der Regel im Sommer kein Wasser.
Die Landschaft ist heute wird heute von ausgedehnten Ackerbauflächen geprägt, auf denen überwiegend Weizen, Braugerste und Zuckerrüben (im Ochsenfurter Umland) angebaut werden. Zusätzlich ist hier die suburbane Bebauung weit vorangeschritten. Historisch überwogen hier Waldflächen, die von Dauergrünland durchsetzt waren. Sie sind lediglich noch um Kitzingen-Sulzfeld (Nonnenholz) und Kürnach (Hart) zu finden. Die potentielle natürliche Vegetation (ohne Eingriffe des Menschen) würde hier ausgedehnte Auwälder hervorbringen, lediglich entlang der Bäche wären außerdem Fichten zu finden.

## Schutzgebiete
Aufgrund der dichten Besiedlung wurden im Naturraum nur wenige Schutzgebiete ausgewiesen. Einziges Naturschutzgebiet ist der im Nordwesten befindliche Marsberg-Wachtelberg, der zugleich auch Teil eines großen Fauna-Flora-Habitats ist. Das Zeubelrieder Moor kann dagegen schon dem Lindelacher Flugsandgebiet zugerechnet werden. Die Ortolangebiete um Erlach und Ochsenfurt sind ein großes Vogelschutzgebiet, das im Zentrum des Naturraums liegt. Als Landschaftsschutzgebiet ist dagegen der Ochsenfurter Forst und Hübnerholz ausgewiesen.

## Geologie und Tektonik
Die Bodenzusammensetzungen bilden die Klammer, die den weitläufigen Naturraum zusammenhält. Das Areal ist geprägt von hartem Muschelkalkuntergrund unter weicherem Lettenkeuper mit Lösslehmdecken. Diese Zusammensetzung ermöglichte erst die tiefen Einschnitte der Bachtäler. Auf dieser Mischung entwickelten sich Parabraunerden.